# Milichia formicophila
Milichia formicophila är en tvåvingeart som beskrevs av Deeming 1976. Milichia formicophila ingår i släktet Milichia och familjen sprickflugor.
Artens utbredningsområde är Nigeria. Inga underarter finns listade i Catalogue of Life.